# Lorenzo Gennero
Lorenzo Gennero (Torino, 30 giugno 1997) è uno snowboarder italiano.

## Biografia
Ha iniziato a praticare lo snowboard all'età di undici anni.
Ha partecipato ai mondiali di Aspen 2021, classificandosi  25º nell'halfpipe.
Ha rappresentato l'Italia ai Giochi olimpici invernali di Pechino 2022.

## Palmarès

### Coppa del Mondo
Piazzamenti:
2013/2014 - 84° HP
2016/2017 - 43° HP
2017/2018 - 45° HP
2018/2019 - 45° HP
2019/2020 - 28° HP
2020-2021 - 25° HP